# 다남로 (인천)
다남로(Danam-ro, 多男路)는 인천광역시 계양구 귤현동에서 둑실동까지 이어지는 인천광역시도로, 총 연장은 3.627 km이다. 

## 유래
해당 도로명은 계양역에서 공항철도를 따라 다남동과 목상동으로 진입하는 도로 구간으로 다남동을 중심으로 주로 사용되는 도로이다.

## 역사
- 2009년 10월 9일 : 도로명으로 다남로를 고시

## 주요 경유지
- 계양구
  - 귤현동 - 장기동 - 다남동 - 목상동 - 둑실동

## 접촉하는 도로
- 장제로
- 역골로
- 목상길

## 철도 연계역
- 인천 도시철도 1호선, 공항철도 : 계양역

## 그 외
해당 도로 옆에 이설된 계양역을 중심으로 하여 인근에는 인천국제공항고속도로, 경인 아라뱃길이 다남로 북측에 같이 병주하고 있지만 물길과 고속도로는 이 도로와 직접 관통되지 않는다. 다만 인천국제공항고속도로를 이용하려면 청라 나들목을 통해 봉수대로, 경명대로, 장제로, 방축로, 다남로165번길 등을 통해 이동해야 접근 가능하다. 경인 아라뱃길의 경우 교량을 통해 다남교, 계양대교를 건너야 접촉이 가능하다.